# ウィーン・シュトラウス・カペレ
オリジナル・シュトラウス・カペレ・ウィーン（Original Strauss Capelle Wien）は、オーストリアのオーケストラ。日本では「ウィーン・シュトラウス・カペレ」の楽団名でコンサートを開くことが多い。

## 概要
シュトラウス家および、その同時代の音楽家たちの作品を演奏するための楽団である。2011年からシュトゥットガルト生まれのライナー・ロースが首席指揮者をつとめている。
ヨハン・シュトラウス1世の創始したオーケストラ『シュトラウス管弦楽団』が、1977年に78年ぶりに活動を再開した、という体裁を取っている。1977年の78年前といえば、ワルツ王ヨハン・シュトラウス2世の死去した1899年であるが、実際にシュトラウス楽団が解散されたのは1901年である。
なお、シュトラウス家の末裔エドゥアルト・シュトラウス2世（シュトラウス楽団を解散したエドゥアルト・シュトラウス1世の孫）らが1966年にウィーン・ヨハン・シュトラウス管弦楽団を創設しており、シュトラウス家の末裔が関わったことから、一般的にはこの楽団をシュトラウス楽団の正統な継承団体と見なすことが多い。